# Lars Ericsson
Lars Ericsson, född 1952, svensk författare och debattör.
Ericsson gav 1985 ut boken Ett surt regn kommer att falla: naturen, myndigheterna och allmänheten.
Lars Ericsson är för närvarande anställd vid rättsociologiska enheten vid Lunds universitet.
Hans största forskningsområde är miljö- och naturvårdslagstiftning med särskild inriktning på spänningen mellan kultur och natur. Teoretisk utgångspunkt har varit kritisk teori med särskild inriktning på Habermas kommunikativa teori. Ett annat intresseområde är postmodernismen utifrån Nietzsche och Foucault vilket öppnar för andra möjligheter att återkoppla de biologiska förutsättningarna för kultur.